# برنارد بریشا
برنارد بریشا (انگلیسی: Bernard Berisha؛ زادهٔ ۲۴ اکتبر ۱۹۹۱) بازیکن فوتبال اهل آلبانی است.
از باشگاه‌هایی که در آن بازی کرده‌است می‌توان به باشگاه فوتبال اسکندربو کورچه، باشگاه فوتبال آنژی مخاچ‌قلعه، و باشگاه فوتبال احمد گروزنی اشاره کرد.
وی همچنین در تیم ملی فوتبال کوزوو بازی کرده‌است.